# 대전을지대학교병원
대전을지대학교병원(大田乙支大學校病院)은 대전광역시 서구 둔산동에 있는 을지대학교 부속 종합병원이다.

## 연혁
- 1981년 11월 1일 대전광역시 중구에서 대전을지병원으로 개원
- 1983년 암치료센터 개원
- 1987년 모자보건 종합센터 개원
- 1997년 을지대학 부속병원으로 명칭 변경
- 2004년 둔산으로 병원 이전
- 2016년 암센터ㆍ건강증진센터 준공

## 권역외상센터
대전광역시와 세종특별자치시를 관할하는 권역외상센터로 지정되어 있다.

## 같이 보기
- 을지대학교
- 노원을지대학교병원
- 의정부을지대학교병원